# 1re étape du Tour d'Italie 2009

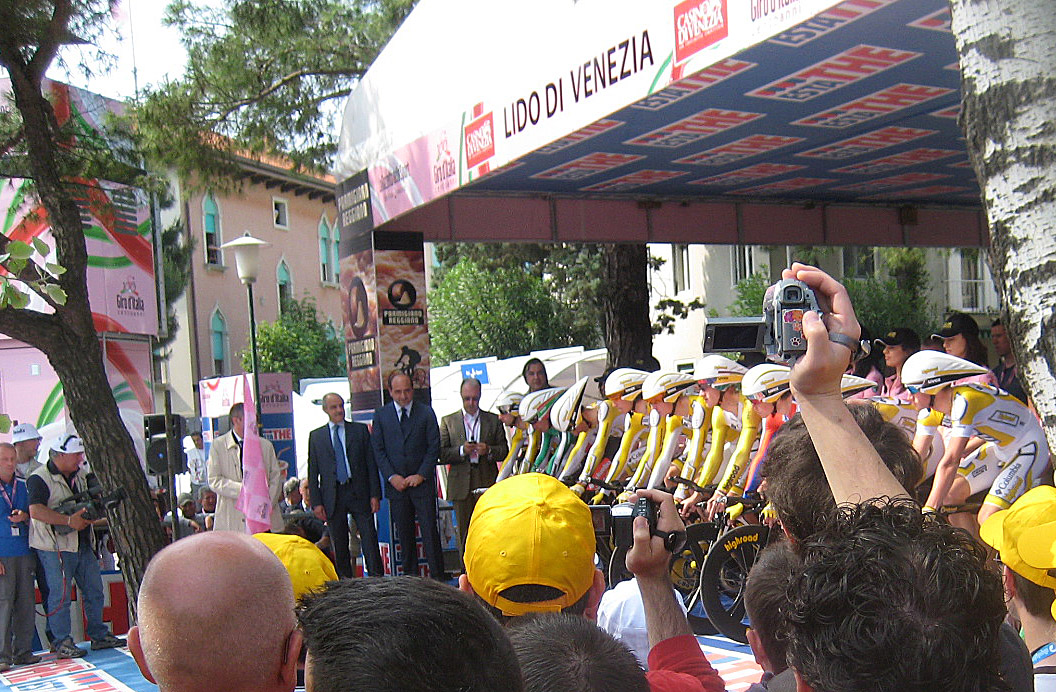
L'équipe Columbia-High Road au départ

La 1re étape du Tour d'Italie 2009, s'est déroulée le 9 mai 2009, sous la forme d'un contre-la-montre par équipes de 20,5 km sur le Lido de Venise. Elle a été remportée par l'équipe Team Columbia-High Road. Mark Cavendish a pris le maillot rose à l'issue de l'étape.

## Parcours
Le Lido de Venise accueille le départ du Giro avec un contre-la-montre par équipes. Il s'agit d'un aller-retour le long du célèbre Lido sur un parcours plat de 18 km.

## Récit
Partie très tôt dans l'après-midi, la Team Columbia-High Road prend le temps de référence. Aucune équipe ne parviendra à les battre. La Garmin-Slipstream échoue à 6 secondes, et l'équipe Astana clôt la première étape en prenant la 3e place avec 13 secondes de retard. Tous les favoris se tiennent en 1 minute 30.

## Classement de l'étape
| 1.  | Team Columbia-High Road | en | 21 min 50 s |
| 2.  | Garmin-Slipstream       | +  | 6 s         |
| 3.  | Astana                  |    | 13 s        |
| 4.  | LPR Brakes-Farnese Vini |    | 22 s        |
| 5.  | ISD                     |    | 27 s        |
| 6.  | Team Katusha            |    | 35 s        |
| 7.  | Rabobank                |    | 38 s        |
| 8.  | Liquigas                |    | 40 s        |
| 9.  | Lampre-NGC              |    | 42 s        |
| 10. | Team Milram             |    | 49 s        |

## Classement général
| 1.  | Mark Cavendish       | Columbia-High Road | en | 21 min 50 s |
| 2.  | Marco Pinotti        | Columbia-High Road | +  | 0 s         |
| 3.  | Edvald Boasson Hagen | Columbia-High Road |    | 0 s         |
| 4.  | Michael Rogers       | Columbia-High Road |    | 0 s         |
| 5.  | Thomas Lövkvist      | Columbia-High Road |    | 0 s         |
| 6.  | Mark Renshaw         | Columbia-High Road |    | 0 s         |
| 7.  | Kanstantsin Siutsou  | Columbia-High Road |    | 0 s         |
| 8.  | Morris Possoni       | Columbia-High Road |    | 0 s         |
| 9.  | Michael Barry        | Columbia-High Road |    | 0 s         |
| 10. | David Zabriskie      | Garmin-Slipstream  |    | 6 s         |

## Classements annexes
| Classement             | Coureur           | Total       |
| ---------------------- | ----------------- | ----------- |
| Points                 | non décerné       | -           |
| Montagne               | non décerné       | -           |
| Sprints Intermédiaires | non décerné       | -           |
| Équipe                 | Team Columbia-HTC | 21 min 50 s |
| Équipe par points      | non décerné       | -           |
| Jeune                  | Mark Cavendish    | 21 min 50 s |
| Échappée               | non décerné       | -           |
| Combativité            | non décerné       | -           |

## Abandons
Aucun.